# Caesars Palace

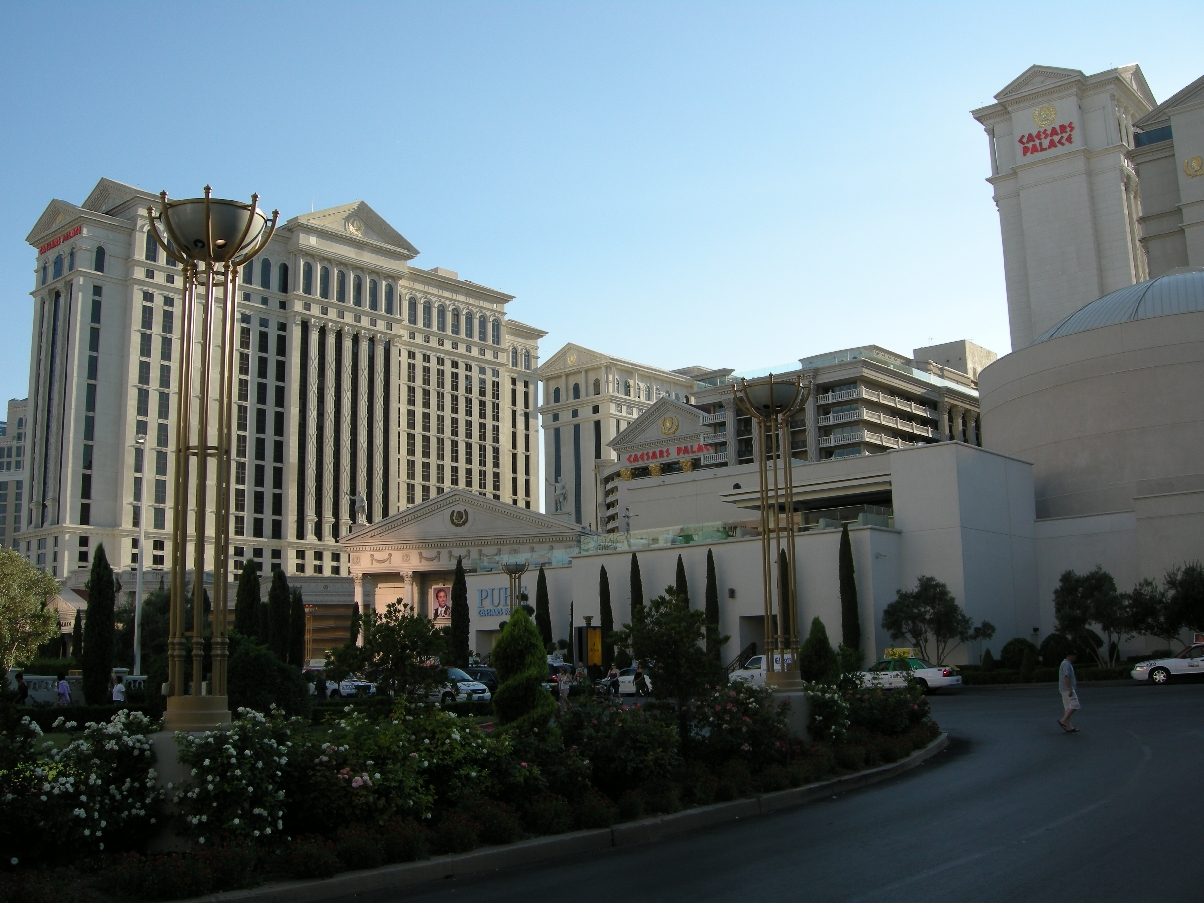
Čelní pohled

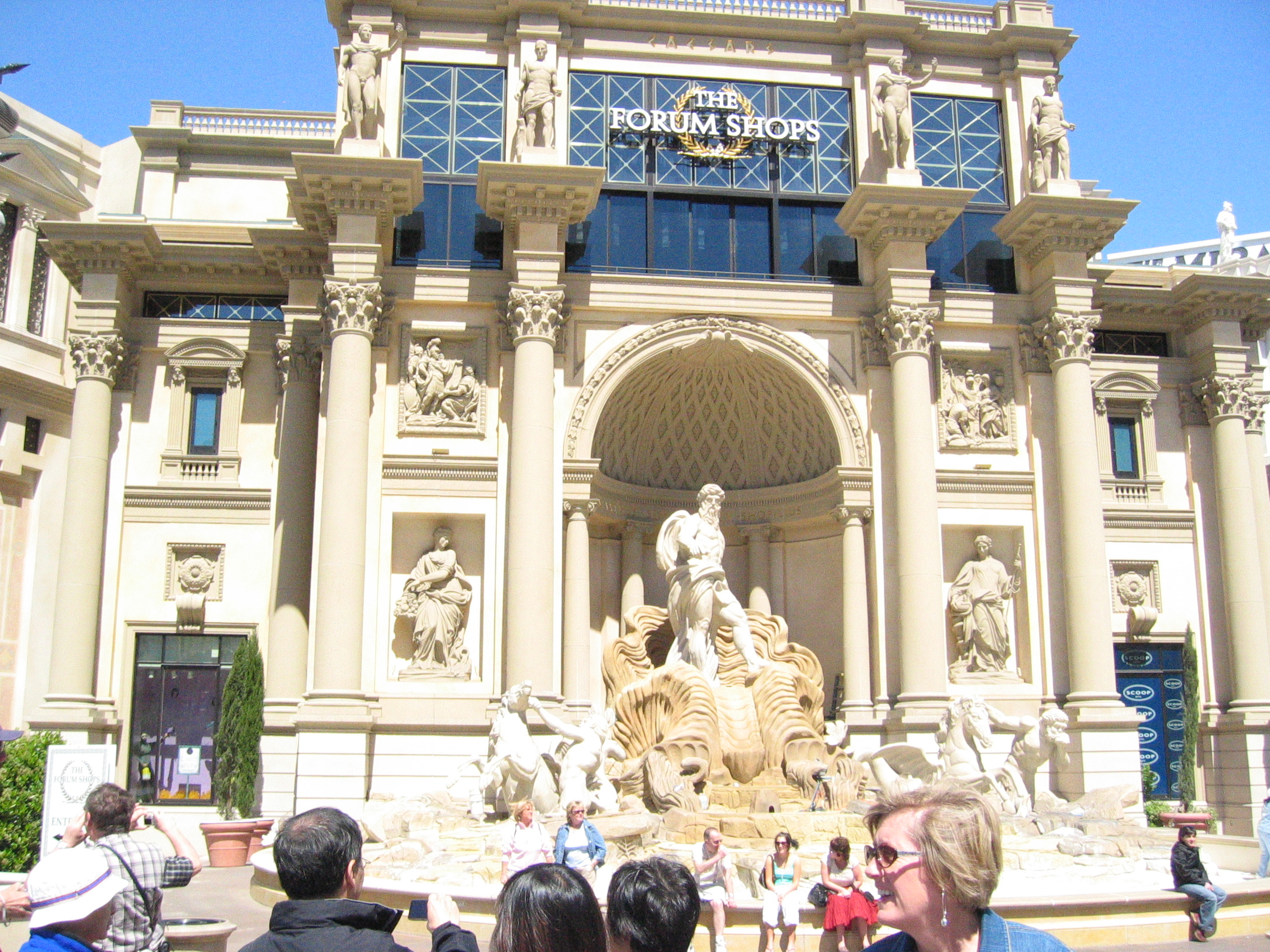
Fontána di Trevi

Caesars Palace je hotel v Paradise v metropolitní oblasti Las Vegas, napodobující styl starověkého Říma. Nachází se přímo na hlavní promenádě Las Vegas Strip. Otevřen byl v roce 1966.

## Kopie známých památek
- Fontána di Trevi
- Koloseum

## Zajímavosti
- V kasinu mají na žetonech Caesara a Kleopatru.
- Byl otevřen v roce 1966 a jde tak o nejstarší hotel v oblasti Las Vegas, který kopíruje památky.